# 克拉克森 (紐約州)
克拉克森（英語：Clarkson）是一個位於美國紐約州門羅縣的鎮。

## 人口
根據2020年美國人口普查的數據，克拉克森的面積為85.95平方千米，當中陸地面積為85.93平方千米，而水域面積為0.01平方千米。當地共有人口6904人，而人口密度為每平方千米80人。